# Данилково (Верховажский район)
Данилково — упразднённая деревня в Верховажском районе Вологодской области России.

## Название
Имело название Даниловское.

## География
Урочище находится в северной части области, в подзоне средней тайги, в пределах южной части Важско-Кулойской низины, на правом берегу реки Грязлевицы (правый приток Корменьги), на расстоянии примерно 13 километров (по прямой) к юго-юго-западу от села Верховажье, административного центра района.

### Климат
Климат характеризуется как умеренно континентальный. Среднегодовая температура воздуха — +1,8 °C. Абсолютный минимум температуры воздуха составляет −46 °C; абсолютный максимум — +37 °C. Безморозный период длится 110—115 дней. Среднегодовое количество атмосферных осадков составляет 637 мм. В течение года преобладают ветра юго-западного направления.

## История
В 1881 году деревня Данилково входила в состав Верховской волости Вельского уезда Вологодской губернии:107.
По данным 1914 года деревня Даниловское входила в состав Верховской волости Вельского уезда Вологодской губернии и относилась к Воскресенскому приходу.
В 1940 году входила в состав Верховского 2-го сельсовета Верховажского района. По состоянию на 1 января 1973 года в составе Верховского сельсовета.

## Население
По данным 1914 года, в деревне Даниловское  имелось 8 хозяйств и проживало 48 человек (26 мужчин и 22 женщины), относившихся к разряду бывших удельных крестьян:12.